# Бойовий дробовик

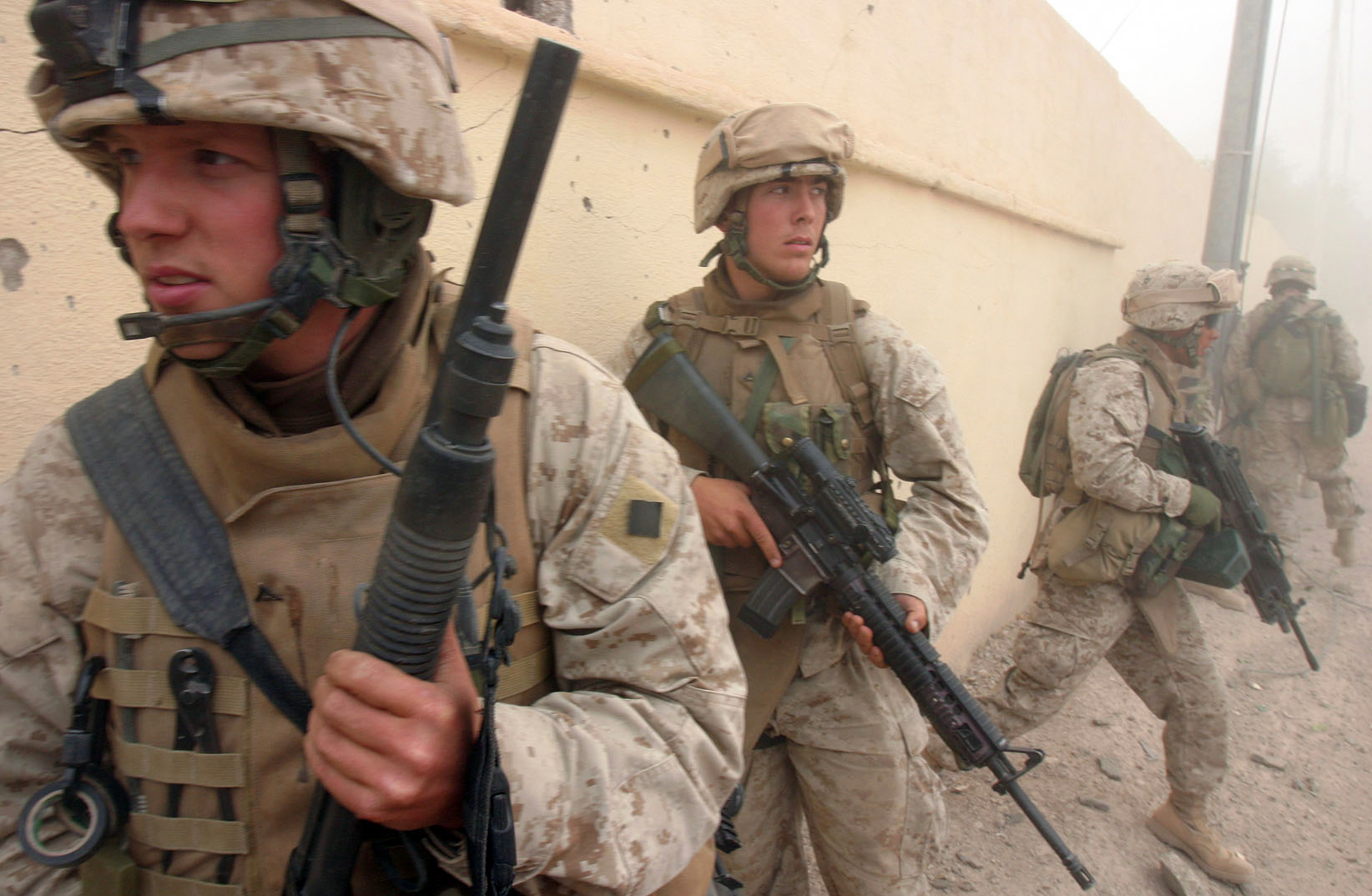
Американські морські піхотинці в Іраку в 2005, озброєні дробовиком, автоматом, і ручним кулеметом

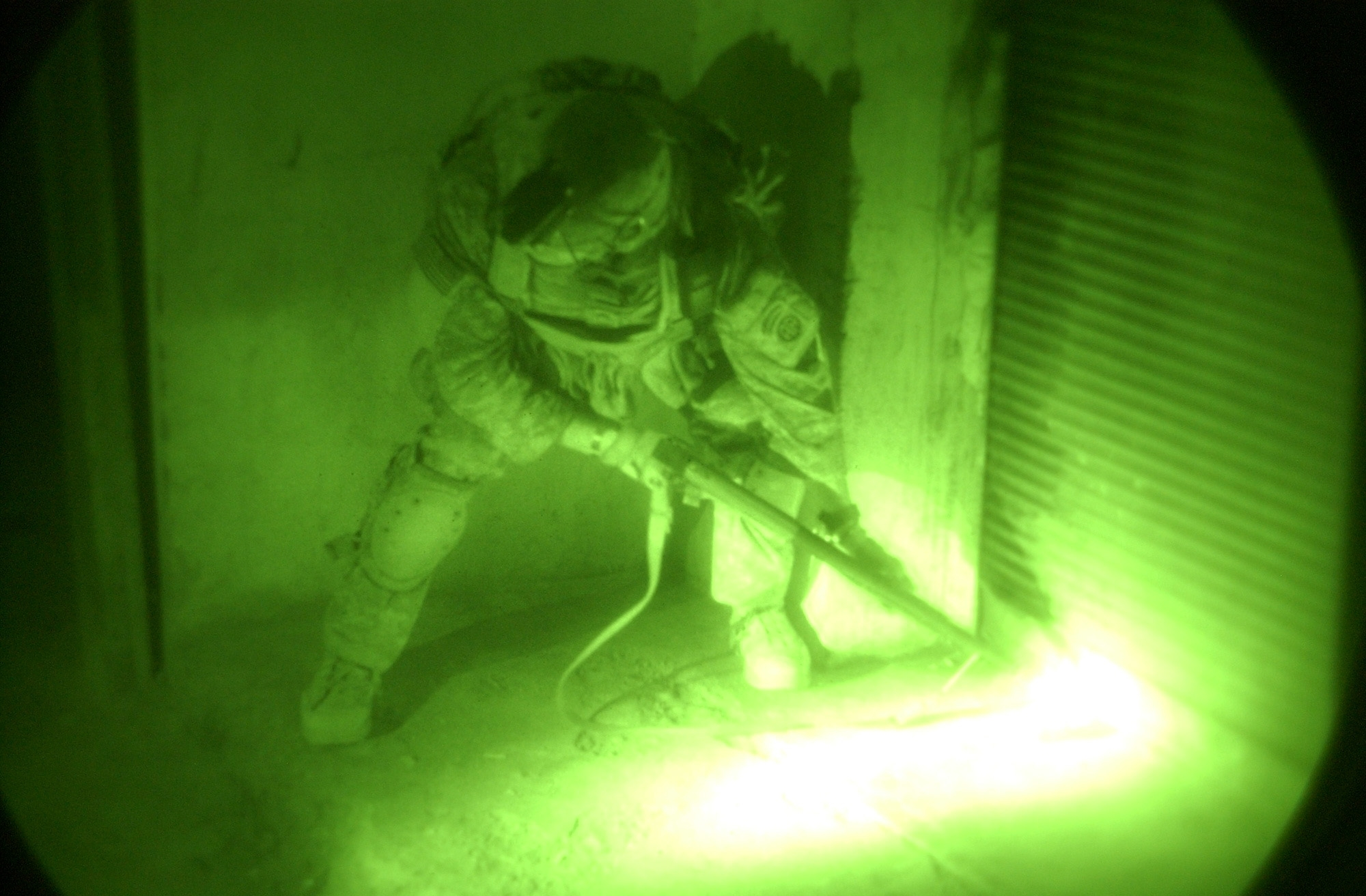
Відпрацювання зламування дверей в нічному бою за допомогою дробовика (Ірак, 2007)

Бойовий дробовик — клас індивідуальної гладкоствольної стрілецької зброї для ведення вогню на коротких дистанціях. Незважаючи на деяку архаїчність, отримав широке поширення для військового і поліцейського застосування у зв'язку з високою ефективністю ураження швидко рухомих цілей в умовах швидкоплинного ближнього бою.

## Специфіка застосування
В даний час гладкоствольне озброєння різних типів повсюдно експлуатується багатьма силовими підрозділами планети та знаходить своє застосування для рішення широкого класу задач. Як правило, його тактичну нішу визначає обширна номенклатура доступних боєприпасів, що включає звичайні та гумові кулі, картеч, дріб, патрони зі сльозогінним газом, фугасні, осколково-фугасні, світлошумові постріли, пробивні набої тощо. Додаткову гнучкість надає можливість установки різноманітних дульних насадок, які дозволяють прицільним пострілом закинути в потрібне місце штурмову кішку, гвинтівкову гранату, підслуховий прилад тощо.
За сучасними уявленнями західних експертів завдяки великому вибору боєприпасів нелетальної дії основною спеціалізацією гладкоствольної зброї є область протидії масовим заворушенням. При веденні вуличних боїв і спеціальних операцій дробовик напрочуд зручний для забезпечення швидкого проникнення штурмової групи в замкнуте приміщення шляхом оперативного вибивання замків та запорів у дверних отворах. Для цих цілей ряд виробників пропонує широкий спектр спеціальних боєприпасів (див. наприклад набій з розділеним пороховим зарядом). В умовах швидкоплинного вогневого контакту в ближньому бою для передового бійця штурмової групи вважається доцільним використовувати саме дробову зброю, щоб мати можливість на короткій дистанції якщо не знищити, то хоча б — не цілячись з дуже високою часткою ймовірності вивести супротивника з ладу. Також зазначається, що при звільненні заручників використання дробовика в тісному замкнутому просторі може бути не менш точним і вибірковим, ніж вогонь зі штатних пістолетів-кулеметів, гарантуючи при цьому значно менші шанси небажаної дії боєприпасів за преградами. Крім цього, деякі експерти припускають, що в умовах традиційних бойових дій дробова гладкоствольна зброя може бути ефективним і недорогим засобом для боротьби з малогабаритними тактичними БПЛА розвідки та спостереження.
До недоліків бойових рушниць відносять невисоку прицільну дальність (близько 50 метрів дробом і 75 метрів кулею), невелику місткість магазина, громіздкість, неможливість оснащення глушниками, значну вагу боєкомплекту і низьку швидкість перезаряджання. Незважаючи на спроби подолати основні проблеми шляхом розробки цілого ряду автоматичних бойових зразків (див. USAS-12, AA-12, Pancor Jackhammer тощо), жоден спецпідрозділ світу так і не прийняв ці системи на озброєння (хоча їх виробники й заявляють протилежне).

## Історія

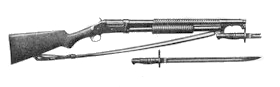
Winchester Model 1897 «Окопна рушниця» M1917 з багнетом.

Бойовий дробовик веде свою історію від мушкетона. Сучасна концепція застосування такої зброї була вироблена в період Першої світової війни, коли американські експедиційні сили почали застосовувати короткоствольні шестизарядні помпові рушниці з багнетом в окопній війні, завдяки дуже високій ймовірності ураження противника зарядом дробу на невеликій відстані.
Дробовик виявився також зручним при веденні вуличних боїв. Прикладом може служити подія 27 вересня 1918, коли сержант Фред Ллойд, озброєний окопною рушницею Winchester Model 1897, самотужки відбив захоплене німцями французьке село, відігнавши 30 німецьких солдатів.
Німецька армія намагалася протидіяти легальним шляхом, оголосивши дробовики, такими що не відповідають Гаазькій конвенції і пообіцявши розстрілювати кожного володаря дробовика, але не реалізувала свою погрозу, коли американці пообіцяли аналогічні репресії щодо німецьких полонених.

## Боєприпаси
Бойова гладкоствольна зброя в переважній більшості використовує спеціальні набої, хоч і створені на базі звичайних мисливських, але не сумісні з мисливською зброєю, за вимогами законодавства. Практично всюди поширення одержали набої «магнум» 12-го калібру (з гільзою 76 мм) зважаючи на той факт, що більш потужний 10-й калібр має велику віддачу, обмежує місткість магазина і сильно ускладнює конструювання багатозарядних систем, а слабший, 20-й калібр не забезпечує прийнятної зупиняючої дії. Спорядження патронів — великокаліберна дріб/картеч (типу 00), стрижнева (флешетти) дріб або спеціальні кулі. Перспективні результати були отримані при використанні патронів з комбінованими вражаючими елементами, наприклад, під час війни у В'єтнамі висока ефективність була продемонстрована сумішшю 8-мм картечі та 3,25-мм дробу. Також можуть використовуватися і звичайні мисливські набої з гільзою 70 мм, чия енергія, втім, часто буває недостатньою, щоб привести в дію механізм перезарядження автоматичних і напівавтоматичних рушниць.

## Підствольний дробовик

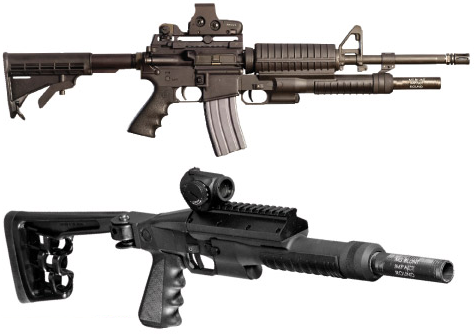
Підствольний дробовик MAUL, встановлений на гвинтівку М4 вгорі і з прикладом та пістолетною руків'ям внизу.

Короткий дробовик як підствольна вогнепальна зброя використовується як для ураження живої сили противника, так і в інших цілях — нелетальний вплив, вибивання дверей (за що в США його прозвали Masterkey). Може бути одно- або малозарядним (наприклад, мати магазин на 3 набої). Застосовується в основному поліцією і спеціальними підрозділами.

### MAUL
З 2008 року надходили повідомлення про розробку в США нових моделей підствольних дробовиків.
Так, модель MAUL, контракт на створення якої укладено з комерційною компанією, призначена для установки на штурмові гвинтівки М16 і М4. Вона важить близько 1,2 кілограма і має 12-й калібр, причому вогонь може вестися боєприпасами різної вражаючої сили — нелетальними, спеціальними боєприпасами для вибивання дверей.

## Додаткова література
- Leroy Thompson. US Combat Shotguns. — 2013. — ISBN 978-1-78096-014-2.
- Charles Cutshaw. Tactical Small Arms of the 21st Century. — 2006. — P. 326-349. — ISBN 978-0-87349-914-9.
- Max Walmer. An Illustrated Guide to Weapons of the Special Forces. — 1989. — ISBN 0-86101-438-3.